# Ширна
Ширна (рум. Șirna) — село у повіті Прахова в Румунії. Адміністративний центр комуни Ширна.
Село розташоване на відстані 41 км на північ від Бухареста, 16 км на південь від Плоєшті, 98 км на південь від Брашова.

## Населення
За даними перепису населення 2002 року у селі проживали 814 осіб, усі — румуни. Усі жителі села рідною мовою назвали румунську.